# Diego Angioletti
Diego Angioletti (Rio nell'Elba, 18 gennaio 1822 – Cascina, 29 gennaio 1905) è stato un generale e politico italiano, senatore del Regno.
Poco prima della presa di Roma comandò una divisione del Corpo d'osservazione dell'Italia centrale.
Fu Ministro della Marina del Regno d'Italia nel Governo La Marmora II.